# Eucereon plumbicollum
Eucereon plumbicollum là một loài bướm đêm thuộc phân họ Arctiinae, họ Erebidae.